# ウチの使い魔がすみません
『ウチの使い魔がすみません』（ウチのつかいまがすみません）は櫓刃鉄火による日本の漫画作品。略称は「ウチつか」。月刊漫画誌『good!アフタヌーン』（講談社）にて、2016年2月号（講談社、2016年1月）から2022年7月号まで連載。主人公が悪魔で、その使い魔として人間が使役される主従逆転設定のハイ・ファンタジーコメディ。

## あらすじ
主人公の悪魔少女パティは、いなくなった父親を探すために、使い魔を契約。しかし、村のおちこぼれだったパティには使い魔になってくれる魔物がいない。そんなパティと使い魔の契約をしてくれたのは人間のおっさん、ノーマンだった。
パティは村の幼なじみと別れて父親を探しに行こうとするも、悪魔研究がライフワークのノーマンの行動により、道中あちこちで騒動を起こす。果たして無事にパティは父親と会うことができるのか。

## 登場悪魔・人

### 主要登場人物
パティ (Patty)
石角2本角の悪魔族の少女。南部大陸南端のハトハラ市近郊のゾフ村に父と共に住む。ある日、父が借金取りに追われ手紙を置いて村から消えた。そこで、探す途中に会った人間族・ノーマンと使い魔契約を結び、父を探しに出かける。食欲は旺盛で、暗やみで石角が発光する。ノーマンからは牛系悪魔族と推測されている。万魔殿編にて解錠の能力が明かされ、当時投獄されていた父親を逃がした過去を知る。解錠能力は本人の意思とは関係なくランダムに発動する。
ノーマン・ボルカネロ (Norman Volcanello)
人間族の男性。職業は悪魔研究家。以前は人界の軍に所属し、対悪魔機関である第6特務部隊に所属。階級は太尉。人界に紛れ込んだ悪魔や魔物を捕獲して「剛腕」「岩の敵対者」「不屈の人鬼」「厄災の拳」「鋼の鎗」「盾なし重装兵」「ノッチ」などと呼ばれる。パティと契約して使い魔となる。魔物を見ると周りが見えなくなる。顔に内面が出るタイプ。家族は両親と姉2人（既婚）。
ラザニール
2本角の竜族の女性。職業は石売り。使い魔はカーバンクルのマウ。ハトハラ収穫祭の使い魔コンテストに主人として参加。アヴィムで再会し、心配の余り同行する。モフモフに目がなく、そのためにノーム語まで習得する。
マウ
カーバンクルの使い魔。性別はオス。主人はラザニール。額の眼からビームを出したり、相手を催眠幻惑に陥らせることができる。ハトハラ収穫祭の使い魔コンテストに出場した。マタタビに反応するなど人間界の猫に近い性質を持つ。

### 同行者
スフラトゥス
ねじり1本角の悪魔族の男性。パティの母方の叔父。パンデモニウムの書庫管理部勤務（後にキッチン・ハハブのバイト）。義兄が指名手配されたのに驚いて、有給休暇を取って探しに来た。
カウス・ヴ・ボディス
4本角の悪魔族の男性。職業は魔物ハンター。使い魔は４枚羽鳥のアンドレ。アーガレト密林で魔物ハントをしている最中、パティ一行と遭遇した。
オットー・スペアミント
人間族の男性。人界の軍隊所属。第6特務部隊第32期生。ノーマンの軍時代の後輩（ただし入れ替わり）。魔界にノーマンを探しに来たが、東方竜骸諸島の幽霊村にてハサミヒガミムシの幻影結界に囚われていたところを、パティ一行に助けられた。話を聞かないタイプ。キッチン・ハハブでバイト後は魔界料理に目覚める。
ナントゥル
しおりの悪魔族の男性。パンデモニウムの書庫管理課の顧問教授。人間研究が専門。パンデモニウム行きの魔界横断鉄道で同行してきた。

### その他
バグリス
パティの父親。出身地は不明。妻とはパティの誕生時に死別。何らかの事情でパティと共に西大陸のゾフ村に移住。もともと放浪癖があったが、ある日、借金取りに追われて村から姿を消す。移動中にコカトリスを巨大化させたり、海峡路を崩壊させたり、アースドラゴンを使い魔にするなど、行く先々で奇跡を起こし、石角の悪魔と呼ばれる。その後、パンデモニウムからも5,000Auもの懸賞金付きで指名手配されていることが発覚。長らく容姿が伏せられていたが、竜骸諸島編にて初登場。
サリルス
パティの母親。東方竜骸諸島のアヴァロ村出身。流れ着いたバグリスを介抱し、パティを産むも直後に亡くなる。墓は村内の岬にある。
カッちゃん
ゾフ村に住む、パティの幼なじみの悪魔族の男子。クチバシが特徴。使い魔は一角コウモリ。
ボッさん
ゾフ村に住む、パティの幼なじみの2本角浅黒の悪魔族の男子。使い魔はサラマンダー。
グレム
ハトハラ近郊の悪魔族の農家の男性。使い魔はケルビー・ハイブリッドのウォーター。ハトハラ収穫祭の使い魔コンテストに主人として参加。
カタリス兄弟
黒犬族（ムアサドー族）の兄弟。職業は借金取り。8,000Auの借金があるパティ父を追って、ディツムルムまでやってきた。パティに借金の利子200Auを要求する。
ハハブ
2本角で6本腕の悪魔族の男性。パンデモニウムの城下町の料理屋、キッチン・ハハブの店長。大食の街ディツェモレクの黄金旗の元持主。食材予定だったオットーをバイトに雇ったら、師事された。
シアルル＝モレク
2本角の悪魔族の女性。パンデモニウム評議会議長。脱獄したパティ父と盗まれた魔王の宝物の捕獲を部下に命じた。
コモ＝カラブ
猫の悪魔族の男性。ディツェモレクの領主。オットーに料理を依頼した。
ベルゼビュート
蠅の悪魔族の男性。オグベルゼの領主。元魔王の1人。パティらをサバゲーに誘った。特技は不可視攻撃。
リビク
アイドルグループ「美少年エターナルBOYS」の男性。411歳。シアルルがファン。
ヤゼル
竜の悪魔族の男性。ユリリスの先代領主の子の1人でラザニールを助けた。
ミスラン
使い魔管理組合の総帥。ヴィネリゾートで不良主人を更正している。
ジセラ
バクの悪魔族の女性。グレモウォークスでパティ一行に依頼で夢を見させた。
セレン
獣人族風の女子。セプテゴルでパティ一行を自宅に泊めた。
リブラビスⅢ世
レマルゴスワイルドキメラ（多頭キメラ）族の男性。ヴェノヘモットの領主。ヤギ・獅子・トカゲの3つの頭それぞれに意志がある。
魔王リリス
旧魔王時代の魔王の1人。女性。第1の月を闇空に浮かべた。
グレモリー
魔王リリスの妹。第3の小月を闇空に浮かべた。
ノーマン母
人族の女性。訪ねてきたパティとナントゥルを怖がらず、ノーマンが捕まえた悪魔を度々逃がしていた。
ノーマン父
人族の男性。訪ねてきたパティとナントゥルを怖がらない。
フーストニア
人族の男性。生物学者でノーマンの実家がある村の学校の先生。かつて魔界に行ったことがあり、幼少期のノーマンを悪魔の世界に誘った。
魔王レヴィヤタン
旧魔王時代の魔王の1人。大水竜。赤竜と戦って封印された後、パグリスの魔力で復活した。
魔王サタナエル
旧魔王時代の魔王の1人。7首の赤竜。竜骸諸島がその体とされる。
魔王モレク
旧魔王時代の魔王の1人。牛頭と炎の悪魔族の男性。身を捧げて太陽となった。
魔王ベルフェゴール
旧魔王時代の魔王の1人。鳥のくちばしとメガネをかけた2本角の悪魔族の男性。
魔王アラストル
旧魔王時代の魔王の1人。
魔王ベヒモス
旧魔王時代の魔王の1柱。レヴィヤタンと並ぶ巨獣。身を捧げて大地になった。
パグリス（高祖父）
牛の悪魔族の男性。パティの母方の高祖父（曾祖父の父）。サリルスがその名を取ってパティ父に名付けた。

## 登場使い魔
魔界では悪魔は魔物ほかと契約し、使い魔として使役する。使い魔の中でもその背中に乗れるものは「魔獣」と呼ばれる。
クリスチーナ
頭足魔獣綱、クラーケンモドキ目、チョウチンリクラーケンモドキのメス。土中に潜み、オスを疑似餌にして獲物をおびき寄せる。ハトハラ収穫祭の使い魔コンテストに出場した。
ウォーター
種族はケルビー・ハイブリッド。主人はグレム。特技は沼地の高速移動。ハトハラ収穫祭の使い魔コンテストに出場した。
カエンジャー
オーク族バギケファロス種のオス。特技はチョークスリーパー。ハトハラ収穫祭の使い魔コンテストに出場した。
バルテール
種族はサンダーワイバーン。ハトハラ収穫祭の使い魔コンテストに出場した。
ケルベロ3
種族はケルベロスブラック。ハトハラ収穫祭の使い魔コンテストに出場した。
グリム・キラー
種族はポイズンマンティス。ハトハラ収穫祭の使い魔コンテストに出場した。
ミフラ
種族はフクロトビヒトデ。パンデモニウム行きの魔界横断鉄道を襲う強盗団の首領の使い魔。体内に魔咬虫を隠し持つ。
ピッコ
種族不明のミスランの使い魔。
ラッシー
種族不明のミスランの使い魔。
ユメピー
種族はヒポポニヴドラゴン。ミスランの使い魔。
ピッコ
種族はムータームササビ。ミスランの使い魔。伸縮自由の皮を持ち、持久力が高く常にトップスピードで飛行可能。

## 魔界
物語の舞台になる悪魔族や魔物が主体の世界。
ゾフ村
西大陸のハトハラ近郊にある村。パティ父娘が住む。
ハトハラ
ゾフ村の近くにある西大陸の小都市。第7竜月収穫祭が行われ、その催事の1つとして使い魔コンテストが開催される。名物は火炎牛のヒレ包み焼き。
スタヴィネ
ハトハラの北にある砂の街。北にあるモラカ砂漠を越えるための拠点街。
モラカ砂漠
西大陸の4分の1を占める広大な砂漠。南にスタヴィネ、北にカイムツェンがある。
カイムツェン
モラカ砂漠の北にある対岸都市。街のシンボルとしてモレク王の宝杖を祀るモレク遺跡がある。名物はフタコブサボテンのジュース
パンデモニウム（万魔殿）
魔界の王都。北大陸にある。スフラトゥスが公務員として働いている。
ヴェパール街道
カイムツェンとアヴィムを結ぶ街道。途中、海峡があり、パティ一行が渡る数日前まで天然橋がかかっていたが、パティ父により崩壊させられた。
アヴィム
カイムツェンとヴェパール街道で接続する南部大陸にある鉄道都市。魔界横断鉄道の駅がある。
バラムロッシュ山道
アヴィムからホレフルフへの山道。
サンテル坑道
バラムロッシュ山道にある坑道。アヴィムからホレフルフへの近道。パティ父がここでアースドラゴンを使い魔にしていた。
ヒクピー村
サンテル坑道の近くにある、イエティ族の雪村。当地で冬眠している氷獣を復活させて村おこしをしようと、パティを誘拐。その石角を捧げようとした。
ホレフルフ
サンテル坑道を抜けた先にある、南部大陸の中央にある雪の街。近くに温泉で有名なツァヴガヴ山がある。名物はシュールアニルミング（エダツノジカ肉の発酵木の実詰め）。
ディツムルム
南部大陸にある交易都市。アーガレト密林が都市近郊にある。名物はエダツノジカミートパイ。
アーガレト密林
南部大陸の都市、ディツムルムの南にある密林。帰らずの魔境と呼ばれ、ミドリモトカゲ、ギガンテヤーロック、オルトロン・キングスネークなど、珍しい魔物が多く生息する。
東方竜骸諸島
魔界東部に位置する島群。島群の形が竜に似ているため、この名が付けられた。独自の生態系や文化が発達し、海洋リゾート地域でもある。名物はドラゴンバーグ串。パティ母の出身地。
アヴァル島・アヴァル村
竜骸諸島西部アヴァル島にある村。パティ母の出身地でその墓がある。
メレフデレフ
北大陸にある街。万魔殿とディツェモレクの中間にある宿場町。
ディツェモレク
北大陸にある大領地。7つの大領地の1つ。万魔殿のすぐ南にある。別名「大食の街」。特産はカラブベリーで「赤い宝石」と呼ばれている。。
ザナヴ街道
北大陸にある街道。メレフデレフとディツェモレクを繋いでいる。
オグベルゼ
北大陸にある大領地。7つの大領地の1つ。青チームと赤チームに分かれてサバゲーしている。
アルモグ
北の果てにある地方。
バヒール街道
北大陸にある街道。ディツェモレクとラマ－村を繋いでいる。
ラマー村
北大陸にある村。ディツェモレクとバヒール街道で繋がっている。名物はバラハシーブ肉の揚げ焼き。
北ガプラー
北大陸にある街。第一大爪痕を挟んで南ガプラーと向かい合う。
南ガプラー
北大陸にある街。第一大爪痕を挟んで北ガプラーと向かい合う。
第一大爪痕
北大陸にある断崖の1つ。海水が流れている。南北ガプラーで往来する。中下層に遺跡があり、ノームが棲み着いている。
ユリリス
北大陸にある大領地。7つの大領地の1つ。オグベルゼの南に位置する。領都では愛と月の悪魔リリスの像が祀られている。名物はビッグムーンマカロン。
シャルシャクス
北大陸にある地域。ユリリス領内にある。領内を巡回している移動遊園地が来ていた。
フォカロール海峡
北大陸と南大陸の間にある海峡。
ヴィネソハル
北大陸沿岸にあるリゾート地。使い魔管理組合が運営するヴィリゾートがある。
グレモウォークス
北大陸にある街。
セプテゴル
北大陸にある大領地。7つの大領地の1つ。キカイと風車の街。名物はセプテゴルビール。
ヴェノヘモット
北大陸にある大領地。7つの大領地の1つ。領主はリブラビスⅢ世。人界への穴が開く場所がある。
オクトアラスト
北大陸にある大領地。7つの大領地の1つ。最後の赤石がある。

## 書誌情報
- 櫓刃鉄火 『ウチの使い魔がすみません』 講談社〈アフタヌーンKC〉、全11巻
  1. 2016年9月7日発売、ISBN 978-4-06-388183-7
  2. 2017年2月7日発売、ISBN 978-4-06-388235-3
  3. 2017年9月7日発売、ISBN 978-4-06-388286-5
  4. 2018年4月6日発売、ISBN 978-4-06-511226-7
  5. 2018年11月1日発売、ISBN 978-4-06-513564-8
  6. 2019年7月5日発売、ISBN 978-4-06-516363-4
  7. 2020年3月6日発売、ISBN 978-4-06-518782-1
  8. 2020年10月7日発売、ISBN 978-4-06-521056-7
  9. 2021年5月7日発売、ISBN 978-4-06-523143-2
  10. 2022年1月7日発売、ISBN 978-4-06-526552-9
  11. 2022年8月5日発売、ISBN 978-4-06-528767-5

英語版
- SORRY FOR MY FAMILIAR（Andrew Cunningham訳、Seven Seas Entertainment）[3]
  1. 2018年3月13日発行、ISBN 978-1-62692-759-9
  2. 2018年7月10日発行、ISBN 978-1-62692-839-8
  3. 2018年11月6日発行、ISBN 978-1-62692-947-0
  4. 2019年4月23日発行、ISBN 978-1-64275-031-7
  5. 2019年8月20日発行、ISBN 978-1-64275-126-0
  6. 2020年1月21日発行、ISBN 978-1-64505-190-9
  7. 2020年11月10日発行、ISBN 978-1-64505-508-2
  8. 2021年6月22日発行、ISBN 978-1-64505-833-5
  9. 2022年3月1日発行、ISBN 978-1-64827-390-2
  10. 2022年12月27日発行、ISBN 978-1-63858-372-1

ハングル版
- 저희 사역마가 죄송합니다[4]
  1. 2017年9月11日発行
  2. 2017年9月26日発行
  3. 2017年11月16日発行
  4. 2018年7月10日発行
  5. 2019年4月26日発行
  6. 2019年11月26日発行
  7. 2020年6月25日発行
  8. 2020年12月29日発行
  9. 2021年9月17日発行

繁体字中国語版
- 『我家使魔很抱歉』（風間鈴訳、東立出版社、台湾）
  1. 2017年8月11日発売、ISBN 978-986-486-094-4
  2. 2018年4月2日発売、ISBN 978-986-486-095-1